# 紧急呼叫
紧急呼叫（Emergency Call）简称EC，是一种电信业务。紧急呼叫业务用于移动台向当地的紧急呼叫中心联系。与一般的语音通信不同，紧急呼叫业务一般允许移动端不需要插入SIM卡即可直接拨号。在GSM规范中，112被定义为國際通用紧急呼叫的电话号码。